# النا تورنیکیدو
النا تورنیکیدو (انگلیسی: Elena Tornikidou؛ زادهٔ ۲۷ مهٔ ۱۹۶۵) بازیکن بسکتبال اهل شوروی-ازبکستان بود.